# Liste der Monuments historiques in Blaincourt-sur-Aube
Die Liste der Monuments historiques in Blaincourt-sur-Aube führt die Monuments historiques in der französischen Gemeinde Blaincourt-sur-Aube auf.

## Liste der Objekte
| Bezeichnung                                     | Beschreibung | Standort                               | Kennzeichnung | Schutzstatus | Datum | Bild |
| ----------------------------------------------- | --- | -------------------------------------- | ------------- | ------------ | ----- | ---- |
| Glocke                                          | Bronze, um 1520 gegossen | in der Kirche St-Loup-de-Troyes (Lage) | PM10000276    | Classé       | 1913  |      |
| Skulptur Madonna mit Kind                       | Holz, farbig gefasst und vergoldet, 17. Jahrhundert | in der Kirche St-Loup-de-Troyes (Lage) | PM10000279    | Classé       | 1961  |      |
| Kirchenfenster                                  | aus dem 16. Jahrhundert | in der Kirche St-Loup-de-Troyes (Lage) | PM10000277    | Classé       | 1913  |      |
| Skulptur Heiliger Lupus von Troyes              | Holz, farbig gefasst und vergoldet, 17. Jahrhundert | in der Kirche St-Loup-de-Troyes (Lage) | PM10000280    | Classé       | 1961  |      |
| Hauptaltar                                      | Altartisch, Retabel, Tabernakel, Exposition, Gemälde und drei Skulpturen; Holz, farbig gefasst und vergoldet, sowie Ölfarbe auf Holz, 18. Jahrhundert; zugehörig PM10003634 | in der Kirche St-Loup-de-Troyes (Lage) | PM10003633    | Inscrit      | 1992  |      |
| Gemälde Der heilige Lupus heilt einen Gelähmten | Ölfarbe auf Leinwand, Ende des 18. Jahrhunderts | in der Kirche St-Loup-de-Troyes (Lage) | PM10003634    | Inscrit      | 1992  |      |
| Skulptur Heiliger Sebastian                     | Kalkstein, 16. Jahrhundert; 1965 gestohlen | in der Kirche St-Loup-de-Troyes (Lage) | PM10000278    | Classé       | 1958  |      |
| Skulptur eines Apostels                         | Holz, übertüncht, 16. Jahrhundert | in der Kirche St-Loup-de-Troyes (Lage) | PM10000281    | Classé       | 1961  |      |